# Сільські вісті
«Сільські Вісті» — всеукраїнська інформаційна газета, що висвітлює різні аспекти життя українського села. Виходить українською мовою у Києві. Станом на 2020 рік газета «Сільські вісті» мала загальний наклад 58 тис. примірників.

## Історія

### Радянська доба
Заснована у березні 1920 року як часопис ЦК КПУ.
З 1949 року видавався призначений для села щоденник ЦК КПУ «Колгоспне Село», замість газет «Колгоспник України» (1939—1941, 1944—1949), «Радянський селянин» (1945—1949) і «Тваринництво України» (1939—1941, 1946—1949). Від квітня 1965 року виходить під теперішньою назвою. Першим редактором газети «Сільські вісті» був Іщенко Микола Григорович. Тоді ж, з середини 1960-х років, в УРСР була масово поширена російськомовна центральна газета «Сельская жизнь» (заснована 1918), що друкувалася у Москві і одночасно в Києві, Харкові, Сімферополі та Львові. В той час як у 1970 році наклад цієї газети становив майже 1 млн, наклад «Сільських вістей» у 1968 році сягнув лише 390 000 примірників. Таким чином, українські селяни отримували значно більше примірників російсько-, ніж українськомовної газети.
Найпліднішими радянської пори для колективу редакції газета «Сільські вісті» були вісімдесяті роки минулого століття, коли тираж видання становив до 2,5 мільйонів примірників. Це досягнення було заслугою журналістів, серед яких були Олександр Матійко, Василь Грузін, Юрій Моторний, Борис Поліщук, Лариса Шахова, Михайло Лисенко, Анатолій Веретьохін, Юхим Заславський, Василь Калита, Володимир Сергійчук, Олександр Горобець, Микола Пуговиця, Василь Закревський, Єліанд Гоцуєнко, Володимир Карпій та інші.

### Роки української незалежності
Після проголошення незалежності України «Сільські вісті» стояли близько до Соціалістичної партії України (СПУ). 
У 2000 році Президент України Леонід Кучма намагався знищити газету, яка на той час мала тираж у розмірі майже 700 тисяч примірників. ЇЇ рахунки були заблоковані протягом восьми місяців. Видавництво і газета піддались цілим рейдам зі сторони податкової міліції, і лише втручання іноземних правозахисних організацій, а також вбивство опозиційного журналіста Георгія Гонгадзе зуміли зупинити репресії.
Головний редактор «Сільських вістей», Іван Сподаренко, який на той час вже близько тридцяти років очолював газету, у 2002 та 2006 роках обирався Народним депутатом України від СПУ. Але вже у 2007 році між ним та керівництвом СПУ виникли розбіжності у політичних поглядах, у зв'язку з чим газета та партія пішли різними шляхами, а Іван Сподаренко перейшов до фракції блоку «Наша Україна — Народна Самооборона» у Верховній Раді України. 4 вересня 2007 року вийшов в світ перший випуск газети «Сільські вісті від Івана Бокого», яка була розроблена партійним функціонером СПУ народним депутатом України Іваном Боким. Вже 18 вересня того ж самого року Господарський суд міста Києва припинив випуск цієї нової газети.
28 січня 2004 року через оприлюднення 15 листопада 2002 року (випуск № 135) та 30 вересня 2003 року (випуск № 114) двох спірних статей щодо євреїв Шевченківський районний суд міста Києва припинив своїм рішенням випуск «Сільських вістей». Але 27 листопада того ж року Апеляційний суд міста Києва відновив друкування газети.
На 2017 рік газета була першою за накладом всеукраїнською сільською газетою (випередивши газету «Рідне село Україна»).
З 22 лютого 2022 року газета перестала видаватися, останній номер газети, який був віддрукований і доставлений передплатникам - №19958. Телефони редакції не відповідають. Редакція відновила роботу 7 травня 2022 року. В той же час ПП "СІЛЬСЬКІ ВІСТІ", зареєстрована 12.12.2005 за юридичною адресою 03047, місто Київ, ПРОСПЕКТ ПЕРЕМОГИ, будинок 50, станом на 09.04.2022 не перебуває в процесі припинення. 

## Редактори
- Калюжний Наум Михайлович (1920—?)
- Шевченко Андрій Степанович (1941 і 1943—1947)
- Щербак Семен Якимович (1947—1949)
- Шевченко Андрій Степанович (1949—1950)
- Сидоренко Олександр Петрович (1950—1956)
- Прилюк Дмитро Михайлович (1956—1958)
- Сидоренко Олександр Петрович (1958—1962)
- Іщенко Микола Григорович (1962—1973)
- Сподаренко Іван Васильович (1973—2009)
- Сподаренко Василь Іванович (2009?—)

## Назви
- «Селянська біднота» (1920–1921)
- «Селянська правда» (1921–1925)
- «Радянське село» (1924–1932)
- «Колгоспне село» (1933–1934)
- «Колгоспник України» (1939-1949)
- «Колгоспне село» (1949–1965)
- «Сільські вісті» (1965-)

## Нагороди
23 січня 2006 Президент України Віктор Ющенко підписав указ про присвоєння Іванові Сподаренку, головному редактору «Сільських вістей», звання «Герой України» з удостоєнням ордена Держави.

## Тираж
- Станом на 1 січня 2016 року наклад газети був: загальний — 149 213 примірників, передплатний — 147 561 примірник.[6]
- Станом на 1 січня 2017 року наклад  газети був: загальний — 132 488 примірники, передплатний — 130 985 примірників.[7]
- Станом на 1 липня 2020 року загальний наклад газети був 57 938 примірників.[1]
- Станом на 1 квітня 2024 року загальний наклад газети був 18 435 примірників.